# (100732) Blankavalois
(100732) Blankavalois est un astéroïde de la ceinture principale.

## Description
(100732) Blankavalois est un astéroïde de la ceinture principale. Il fut découvert le 19 février 1998 à l'Observatoire Kleť par Miloš Tichý. Il présente une orbite caractérisée par un demi-grand axe de 2,65 UA, une excentricité de 0,12 et une inclinaison de 14,1° par rapport à l'écliptique.
Il est nommé d'après Blanche de Valois.